# Коџи Ногучи
Коџи Ногучи (јап. 野口 幸司; 5. јун 1970) бивши је јапански фудбалер.

## Каријера
Током каријере играо је за Белмаре Хирацука, Кавасаки Фронтале, Нагоја Грампус и Омија Ардија.

## Репрезентација
За репрезентацију Јапана дебитовао је 1995. године.

## Статистика
| Јапан  | Јапан | Јапан |
| Год.   | Ута.  | Гол.  |
| ------ | ----- | ----- |
| 1995   | 1     | 0     |
| Укупно | 1     | 0     |